# DeZafra Ridge
DeZafra Ridge ist ein schmaler und dennoch markanter Gebirgskamm von 8 km Länge in der antarktischen Ross Dependency. In den Cook Mountains ragt er 350 m über das umgebende Eis 4 km westlich des Fault Bluff von den nordöstlichen Kliffs des Longhurst-Plateau in nördlicher Richtung auf.
Das Advisory Committee on Antarctic Names benannte ihn 2001 nach dem US-amerikanischen Physiker Robert L. DeZafra (* 1932) von der Stony Brook University, dessen Forschung am geografischen Südpol und am McMurdo-Sund entscheidende Beiträge zum Verständnis des Ozonlochs lieferte.